# Jahangir Khan
Jahangir Khan (in urdu جهانگير خان‎?; Karachi, 10 dicembre 1963) è un giocatore di squash pakistano del circuito professionistico.

## Carriera
È considerato da molti il più grande giocatore nella storia del gioco. Durante la sua carriera ha vinto il World Open sei volte e dieci il British Open (che è tuttora record imbattuto). Rimase campione imbattuto dal 1981 al 1986. Durante quel periodo ha vinto 555 partite consecutive. Questa non è solo la più lunga serie di vittorie consecutive nel gioco dello squash, bensì a livello mondiale ed in qualsiasi disciplina. Si ritirò nel 1993 ed è stato presidente della Federazione mondiale Squash nel 2002.
Con la sua posizione dominante sul gioco di squash internazionale nella prima metà degli anni 1980, Jahangir ha deciso di provare la sua capacità nei tornei di squash north american hardball negli anni dal 1983 al 1986. Jahangir ha giocato 13 north american hardball, vincendone 12. Con il suo dominio di entrambe le versioni dello squash, Jahangir ha veramente cementato la sua reputazione come il più grande giocatore di squash di tutti i tempi. Il suo successo in Nord America è considerato da alcuni osservatori la causa della scomparsa dell'hardball.
Alla fine del 1986, un altro giocatore di squash pakistano, Jansher Khan, è apparso sulla scena internazionale. Jahangir ha vinto il loro primo confronto all'inizio della stagione sportiva 1986-1987, ma Jansher ottenne la sua prima vittoria su Jahangir nel settembre 1987, nelle semifinali dell'Hong Kong Open. Jansher batté poi Jahangir in tutti gli otto incontri disputati. Jansher vince anche nel marzo 1988 ed ancora in altri 11 dei loro 15 incontri. La coppia si è ritrovata in finale al world open del 1988, dove Jahangir uscì vincitore. La coppia avrebbe continuato a dominare il gioco per il resto del decennio. Jansher e Jahangir si incontrarono ancora 37 volte. Jansher ha vinto 19 partite (74 partite e 1 426 punti) e Jahangir 18 (79 partite e 1 459 punti). Jahangir non ha più vinto il World Open dopo il 1988, ma ha continuato con il British Open, che ha vinto 10 volte tra il 1982 e il 1991.
Attualmente è presidente della federazione sportiva internazionale dello squash, la World Squash Federation.